# Glochidion sericeum
Glochidion sericeum är en emblikaväxtart som först beskrevs av Carl Ludwig von Blume, och fick sitt nu gällande namn av Heinrich Zollinger och Alexandre Moritzi. Glochidion sericeum ingår i släktet Glochidion och familjen emblikaväxter. Inga underarter finns listade i Catalogue of Life.